# DN22F
De DN22F (Drum Național 22F of Nationale weg 22F) is een weg in Roemenië. Hij loopt van Nalbant via Izvoarele naar Horia. De weg is 13 kilometer lang.